# 慶長日件録
『慶長日件録』（けいちょうにっけんろく）は、江戸時代初期の明経博士舟橋秀賢の日記。

## 概要
現存するのは、慶長5年（1600年）から同18年（1613年）で、完本として残っているのは慶長8年（1603年）から5年間である（うち、慶長8-10年分は自筆本が残る）。他は一部の月のみで、中には数日分のみが残されているのみのものがある。現存分は影写本の形で尊経閣文庫に所蔵されている他、これとは別に前述の慶長8-10年及び18年正月分は自筆本が舟橋家に現存している。更に東京大学史料編纂所（尊経閣文庫本の再影写）や宮内庁書陵部などにも一部写本が残されている。
後陽成・後水尾天皇の侍読として家学の明経道を伝授した様子や公家としての公務、慶長活字版刊行関連、江戸幕府成立期の朝幕関係、京都市中の様子など、当時の状況を知る上で貴重な内容が多い。